# Top Mais
Top Mais foi um programa transmitido pela RTP, todos os sábados depois do Jornal da Tarde e foi apresentado por Francisco Mendes e Isabel Figueira.